# Parapalystes whiteae
Parapalystes whiteae là một loài nhện trong họ Sparassidae.
Loài này thuộc chi Parapalystes. Parapalystes whiteae được Mary Agard Pocock miêu tả năm 1902.